# ジャンヌ・ドゥメッシュー
ジャンヌ（・マリー＝マドレーヌ）・ドゥメッシューまたはドゥメシュ、
ドゥメシュー、ドメッシュー（Jeanne Marie-Madeleine Demessieux, 1921年2月13日 – 1968年11月11日）はフランスのオルガニスト・ピアニスト・作曲家・教師。

## 生涯
モンペリエ出身。姉ヨランドからピアノの手ほどきを受けたのち、1928年にモンペリエ音楽院に入学。1932年にソルフェージュとピアノで首席に輝く。同年、家族とともにパリに転居。翌1933年よりパリ音楽院に進学できるようになり、ピアノをシモン・リエラとマグダ・タリアフェロに、和声法をジャン・ギャロンに、対位法とフーガをノエル・ギャロンに、作曲をアンリ・ビュッセルに師事。パリ聖霊教会の名誉オルガニストにも任命され、29年間その地位に就いた。
1936年から1939年まで、マルセル・デュプレに個人的にオルガンを師事。1939年より正式にパリ音楽院でデュプレのオルガン科を受講した。1941年にオルガン演奏と即興演奏の両方で首席に輝き、さらに5年にわたってムードンでデュプレの薫陶を受け、1946年にパリのサル・プレイエルでオルガニストとして初リサイタルを果たす。
これがきっかけとなって、巨匠オルガニストとして国際的な演奏活動に入り、欧米各地で700回もの演奏会を行なった。ドゥメシューは驚異的な記憶力の持ち主で、暗譜で弾けるレパートリーは優に2500曲にものぼった。そこには、バッハ、メンデルスゾーン、リスト、フランク、そして恩師デュプレの、オルガン作品全曲が含まれている。
録音数も数多く、フランクのオルガン曲全集（1958年）は、1960年にディスク大賞に輝いている。彼女の遺した音源は、オランダのレコード会社「フェスティーヴォ "Festivo" 」から復刻されている。
1962年にパリのマドレーヌ教会の名誉オルガニストに任命される。1950年から1952年までナンシー音楽院の、1952年から1968年までブリュッセル王立音楽院のオルガン科教授に就任。もともと虚弱体質であったため、1960年代中ごろに健康上の不安から演奏活動を制限した。1967年にデッカ・レコードと契約して、オリヴィエ・メシアンのオルガン曲全集を録音することになったものの、ドゥメシュー本人が早世したため、この企画は実現を見なかった。
1968年、がんのため病臥してから数ヵ月後にパリの住居で死去した。47歳没。膨大な作品を遺しており、8つのオルガン曲のほかに、ピアノ曲やたくさんの歌曲や合唱曲（オラトリオを含む）、管弦楽曲がある。

## 主要作品一覧
ドゥメシューのオルガン作品のうち、《降誕祭》作品4と《6つの練習曲》作品5は、あらゆるオルガン作品の中でも演奏至難なパッセージを含んでいる。その他のオルガン作品に、《聖霊についての7つの瞑想曲》作品6と《三部作》、《グレゴリオ聖歌による12のコラール前奏曲》作品8、《テ・デウム》作品11、《復活祭の時季のためのレスポンソリウム》作品11、《ハ調の前奏曲とフーガ》作品13があり、《詩曲》作品9はオルガンと管弦楽のための協奏的作品である。これらはドゥメシュー作品の3分の1でしかないが、従来の未出版作品も刊行されるようになりつつある。

### オルガン曲
- 降誕祭 Nativité 作品4 (1943/44年)
- 6つの練習曲 Six Études 作品5 (1944年)
  - Pointes
  - Tierces
  - Sixtes
  - Accords alternés
  - Notes répétées
  - Octaves
- 聖霊についての7つの瞑想 Sept Méditations sur le Saint-Esprit 作品6

(1945-47年)
- - Veni Sancte Spiritus
  - Les Eaux
  - Pentecôte
  - Dogme
  - Consolateur
  - Paix
  - Lumière
- 三部作 Triptyque 作品7  (1947年作曲)
  - （前奏曲、アダージョとフーガ） Prélude - Adagio - Fugue
- グレゴリオ聖歌の主題による12のコラール前奏曲 Twelve Choral-Preludes on Gregorian Chant Themes 作品8 (1947年作曲)
  - Rorate Caeli
  - Adeste Fideles
  - Attende Domine
  - Stabat Mater
  - Vexilla Regis
  - Hosanna Filio David
  - O Filii
  - Veni Creator Spiritus
  - Ubi Caritas
  - In Manus Tuas
  - Tu Es Petrus
  - Domine Jesu
- Andante (Chant Donné, 1953年)
- テ・デウム Te Deum 作品11 (1957/58年)
- Répons pour le Temps de Pâques: Victimae Paschali Laudes (1962/63年)
- Répons pour les Temps Liturgiques (1962-66年)
  - Répons pour le Temps du Très-Saint-Rosaire: Ave Maria
  - Répons pour le Temps d'Advent: Consolamini
  - Répons pour le Temps du Saint-Sacrement: Lauda Sion (première version, 1963年)
  - Répons pour le Temps du Saint-Sacrement: Lauda Sion (seconde version, 1966年)
- ハ調の前奏曲とフーガ Prélude et Fugue en Ut 作品13 (1964年)

### オルガンと管弦楽のための作品
- 詩曲 Poème 作品9 (1949年)

### ピアノ曲
- 子守唄 Berceuse (1926年)
- 組曲 Suite (1938年)
  - Prélude
  - Scherzetto
  - Menuet
  - Toccata
- 練習曲 嬰ヘ長調 Étude in F-sharp major (1938年)
- 3つの前奏曲 Trois Préludes (1939年)
  - 嬰ニ短調 D-sharp minor
  - ロ短調 B minor
  - ニ短調 D minor

### 室内楽
- ヴァイオリン・ソナタ Sonata for violin and piano (1940年)
- ホルンとピアノのための《バラード》 Ballade 作品12 (1962年)
- 弦楽四重奏曲 String quartet (作曲年代なし)

### 歌曲
- Le Moulin for voice and piano (1937年)
- Soudainement contre les Vitres for voice and piano (1940年)
- Sonnet de Michel-Ange for voice and piano (1949年)
- Action de grâce for voice and piano (作曲年代なし)
- Cavalier for voice and piano (作曲年代なし)
- Le Vase brisé for voice and piano (作曲年代なし)

### その他の声楽曲
- オルガン伴奏つきカンタータ《 Cantate pour le Jeudi Saint 》 (1938年)
- 無伴奏女性合奏曲《 Barques Célestes 》 (1938年)
- 無伴奏混声合唱のための5つの《 Consolamini》 (1950年)
- 合唱、メゾソプラノ独唱、管弦楽のための《ロランの歌》Chanson de Roland (1951-56年)

### その他の作品・編曲
- 管弦楽のための2つの交響的断章 (1941年)
- ヘンデルのオルガン協奏曲のための2つのカデンツァ
- フランツ・リストの《葬送行進曲》（オルガン独奏用の編曲）

## 評伝
- Trieu-Colleney, Christiane. Jeanne Demessieux: Une vie de luttes et de gloire. Avignon, France: Les Presses Universelles, 1977.
- Welzel, Martin. "Jeanne Demessieux (1921-1968): A Critical Examination of Her Life." D.M.A. Dissertation, University of Washington, 2005. Available through ProQuest Dissertation Express.